# Sasha (album)

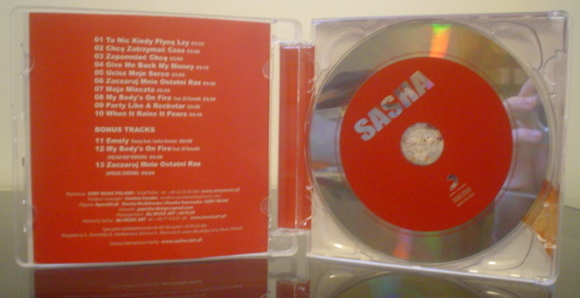
Pudełko z płytą Sasha

Sasha – pierwszy album studyjny polskiej piosenkarki Sashy Strunin wydany 21 września 2009 nakładem Sony Music.
Album zajął 25. miejsce na liście stu najlepiej sprzedających się płyt we wrześniu 2009 w Polsce.

## Informacje ogólne
Nagrania na album rozpoczęły się w drugiej połowie 2008. Kompozycje na wydawnictwie zostały zaliczone do nurtu muzyki popularnej z elementami R&B. Sama Strunin przyznała: „Dla mnie to nowoczesny pop. Są też kawałki akustyczne, jest też kawałek dancehallowy”. Poruszonymi w utworach tematami są głównie zawody miłosne i imprezowanie. Na płycie znalazły się piosenki z tekstami w językach: polskim, angielskim, niemieckim i rosyjskim. Utwór „Maja Mieczta” jest rosyjskojęzyczną wersją singla „The Beat of Your Heart” wydanego w 2008 przez zespół The Jet Set, którego Strunin była wokalistką. Kilka utworów z płyty wykorzystanych zostało w serialu Pierwsza miłość w 2010.

## Lista utworów
Opracowano na podstawie materiału źródłowego.
| Nr  | Tytuł utworu                                                    | Słowa                                                 | Muzyka                                               | Długość |
| --- | --------------------------------------------------------------- | ----------------------------------------------------- | ---------------------------------------------------- | ------- |
| 1.  | „To nic kiedy płyną łzy”                                        | Dona                                                  | Mateusz Krezan                                       | 3:33    |
| 2.  | „Chcę zatrzymać czas”                                           | Dona                                                  | Mateusz Krezan                                       | 3:26    |
| 3.  | „Zapomnieć chcę”                                                | Dona                                                  | Cezary Finger                                        | 3:09    |
| 4.  | „Give Me Back My Money”                                         | Dona, Michael „!Bazz” Jackson                         | Andy Palmer                                          | 3:12    |
| 5.  | „Ucisz moje serce”                                              | Aldona Dąbrowska                                      | Sławomir Sokołowski                                  | 3:05    |
| 6.  | „Zaczaruj mnie ostatni raz”                                     | Aldona Dąbrowska                                      | Sławomir Sokołowski                                  | 3:46    |
| 7.  | „Maja Mieczta”                                                  | Kamil Varen                                           | Andy Palmer                                          | 2:55    |
| 8.  | „My Body’s On Fire (gościnnie: DJ Tomekk)”                      | Michael „!Bazz” Jackson, Tomasz Kuklicz, Yves Hofmann | Michael „!Bazz” Jackson, Yves Hofman                 | 3:39    |
| 9.  | „Party Like A Rockstar”                                         | Michael „!Bazz” Jackson, Yves Hofman                  | Michael „!Bazz” Jackson, Leona Shearman, Yves Hofman | 3:56    |
| 10. | „When It Rains It Poors”                                        | Michael „!Bazz” Jackson, Yves Hofman                  | Michael „!Bazz” Jackson, Leona Shearman, Yves Hofman | 4:10    |
| 11. | „Emely (Danny, gościnnie: Sasha Strunin)”                       | A. Ally, H. Wikström                                  | A. Ally, H. Wikström                                 | 2:58    |
| 12. | „My Body’s On Fire (Polish Rap Version) (gościnnie: DJ Tomekk)” | Michael „!Bazz” Jackson, Tomasz Kuklicz, Yves Hofmann | Michael „!Bazz” Jackson, Yves Hofman                 | 3:39    |
| 13. | „Zaczaruj mnie ostatni raz (Special Version)”                   | Aldona Dąbrowska                                      | Sławomir Sokołowski                                  | 3:24    |
|     |                                                                 |                                                       |                                                      | 44:52   |

## Notowania
| Kraj   | Lista (2009)                      | Najwyższa pozycja na liście |
| ------ | --------------------------------- | --------------------------- |
| Polska | ZPAV (Top 100 – lista miesięczna) | 25                          |